# Giọng hát Việt (mùa 5)
Mùa thứ năm của Giọng hát Việt, một cuộc thi âm nhạc tương tác truyền hình thực tế, bắt đầu từ ngày 20 tháng 5 năm 2018 trên sóng VTV3, Đài Truyền hình Việt Nam.
Chương trình làm theo khuôn mẫu và sản xuất dựa theo bản nhượng quyền từ chương trình truyền hình Hà Lan The Voice of Holland, sáng tạo và phát triển bởi John de Mol lần đầu tiên vào 2010 và tương tự như chương trình The Voice (Mỹ).
Bốn giám khảo cho mùa thứ năm là Tóc Tiên, Thu Phương, Noo Phước Thịnh, Lam Trường. Họ sẽ dẫn dắt một nhóm gồm 10 người trải qua 4 vòng thi: Giấu mặt, Đối đầu, Đo ván và Biểu diễn trực tiếp để tìm ra quán quân của chương trình.
Huấn luyện viên ở mùa thứ năm có hai sự thay đổi so với mùa trước. Họ được công bố vào ngày 6 tháng 4 năm 2018. Noo Phước Thịnh và Tóc Tiên tiếp tục quay lại làm huấn luyện viên cho mùa thi này. Đây cũng là mùa thứ hai liên tiếp họ tham gia chương trình với tư cách trên. Thu Phương quay trở lại ban giám khảo sau một mùa giải không tham gia chương trình, thay thế Thu Minh (vào năm trước). Cựu huấn luyện viên của Giọng hát Việt nhí Lam Trường tham gia chương trình với tư cách một huấn luyện viên hoàn toàn mới, thay thế Đông Nhi. Lưu Thiên Hương tiếp tục làm giám đốc âm nhạc cho chương trình trong mùa thi này.
Trong đêm chung kết diễn ra và được truyền hình trực tiếp vào ngày 2 tháng 9 năm 2018, thí sinh Trần Ngọc Ánh của đội Noo Phước Thịnh đã chiến thắng với tổng tỉ lệ bình chọn trên tổng đài 1050 và trang báo điện tử Saostar.vn áp đảo (34,44%) và trở thành quán quân của Giọng hát Việt mùa thứ năm. Đây là lần thứ hai Noo Phước Thịnh làm HLV Giọng hát Việt và lần đầu tiên trở thành huấn luyện viên chiến thắng. Giải á quân thuộc về thí sinh Đặng Thị Thái Bình (đội Tóc Tiên) với 20,06%, thí sinh Trần Gia Nghi (đội Noo Phước Thịnh) với tỉ lệ 19,09% và thí sinh Nguyễn Minh Ngọc (đội Noo Phước Thịnh) với 18,18%. Thí sinh Dương Quốc Anh (đội Lam Trường) với tỉ lệ bình chọn 8,25% giành được chứng nhận top 5 chung cuộc. Riêng thí sinh của đội HLV Thu Phương đã bị loại hết ở đêm bán kết nên không có thí sinh dự thi chung kết và đạt giải.

## Đội
Chú thích
| - Quán quân - Á quân - Giải ba - Giải tư - Giải năm | - Thí sinh bị loại ở vòng Liveshow - Thí sinh bị loại ở vòng Đo ván - Thí sinh bị loại ở vòng Đối đầu - Thí sinh được cứu lại bởi HLV khác - Thí sinh bị loại thẳng tay khỏi cuộc thi vì thiếu kỷ luật - Thí sinh tự rút lui khỏi cuộc thi vì lý do cá nhân |

| Đội | Top 40 Thí sinh      | Top 40 Thí sinh      | Top 40 Thí sinh                 | Top 40 Thí sinh |
| --- | -------------------- | -------------------- | ------------------------------- | --------------- |
| Thu Phương |                      |                      |                                 |                 |
| Nguyễn Thị Thu Ngân | Huỳnh Thanh Thảo     | Đỗ Thành Nghiệp      | Đặng Thị Mỹ Hằng                |                 |
| Đỗ Thị Phương Thảo | Phan Hằng My         | Vũ Tiến Việt         | Đào Bình Nhi                    |                 |
| Nguyễn Duy Anh | Nguyễn Thị Hà Thương | Bùi Đình Hoài Sa     | Sim Chanponloue                 |                 |
| Lam Trường |                      |                      |                                 |                 |
| Dương Quốc Anh | Huỳnh Phương Duy     | Nguyễn Vũ Đoan Trang | Trần Thị Hòa & Hoàng Kiều Trang |                 |
| Vũ Đức Mạnh | Nguyễn Hương Giang   | Hoàng Xuân Quỳnh     | Triệu Thiên Bình                |                 |
| Nguyễn Minh Tân | Đỗ Thành Nghiệp      | Nguyễn Kiều Oanh     |                                 |                 |
| Tóc Tiên |                      |                      |                                 |                 |
| Đặng Thị Thái Bình | Lưu Hiền Trinh       | Lê Chánh Tín         | Y Lux & Lương Anh Vũ            |                 |
| Dư Khôi Nguyên | Nguyễn Hoàng Hải Vy  | Sim Chanponloue      | Hoàng Tùng Anh                  |                 |
| Trần Duy Anh | Vũ Phụng Tiên        | Nguyễn Vũ Đoan Trang |                                 |                 |
| Noo Phước Thịnh |                      |                      |                                 |                 |
| Trần Ngọc Ánh | Trần Gia Nghi        | Nguyễn Minh Ngọc     | Hà Đức Tâm & Đỗ Hoàng Dương     |                 |
| Nguyễn Kiều Oanh | Huỳnh Samuel An      | Vũ Phụng Tiên        | Hoàng Xuân Quỳnh                |                 |
| Đỗ Thị Phương Thảo | Dư Khôi Nguyên       | Hoàng Mạnh           |                                 |                 |
| Chú thích: Tên thí sinh bị in nghiêng là các thí sinh bị cướp từ một đội khác. (tên thí sinh ở đội cũ sẽ bị gạch ngang và bị tô đen ở danh sách đội đó) |                      |                      |                                 |                 |

## Vòng Blind Audition (Giấu mặt)
Trong vòng giấu mặt, các huấn luyện viên sẽ tiến hành "tuyển quân" để tìm cho mình một đội 10 người. Các huấn luyện viên sẽ ngồi quay lưng lại với thí sinh và không được biết bất cứ thông tin gì của thí sinh trừ giọng hát. Khi họ thấy muốn "tuyển" thí sinh đó vào đội thì phải nhấn nút "TÔI CHỌN BẠN" trong khi phần thi của thí sinh chưa kết thúc. Nếu chỉ một huấn luyện viên quay lại, thí sinh sẽ về đội người đó. Nếu có nhiều huấn luyện viên quay lại, thí sinh được phép chọn lựa huấn luyện viên mình thích và huấn luyện viên cũng được phép dùng mọi cách để "chiêu mộ nhân tài" cho đội của mình. Huấn luyện viên đã đầy chỗ sẽ dừng tuyển trong khi các huấn luyện viên khác tiếp tục. Vòng giấu mặt kết thúc ngay khi tất cả các huấn luyện viên dừng tuyển vì đủ chỗ. Ở các ghế ngồi của các huấn luyện viên ở mùa thi này sẽ có thêm nút Block (chặn), lấy cảm hứng từ mùa thứ 14 của phiên bản Mỹ, có chức năng ngăn chặn một huấn luyện viên khác giành một thí sinh khi họ xoay ghế lại. Mỗi đội sẽ chỉ còn 10 thí sinh, ít hơn 2 thí sinh so với mùa trước.
| Chú giải | Giám khảo nhấn nút "TÔI CHỌN BẠN" | Thí sinh bị loại vì không giám khảo nào nhấn nút "TÔI CHỌN BẠN" | Thí sinh được từ 2 giám khảo lựa chọn trở lên | Thí sinh chỉ có một giám khảo để lựa chọn | Giám khảo được thí sinh chọn vào đội | CHẶN Giám khảo bị chặn khi nhấn nút "TÔI CHỌN BẠN" |

### Tập 1 (20/05/2018)
| Thứ tự | Thí sinh             | Tuổi | Quê quán              | Bài hát (Sáng tác)                                 | Lựa chọn của thí sinh và giám khảo | Lựa chọn của thí sinh và giám khảo | Lựa chọn của thí sinh và giám khảo | Lựa chọn của thí sinh và giám khảo |
| Thứ tự | Thí sinh             | Tuổi | Quê quán              | Bài hát (Sáng tác)                                 | Thu Phương                         | Lam Trường                         | Tóc Tiên                           | Noo Phước Thịnh                    |
| ------ | -------------------- | ---- | --------------------- | -------------------------------------------------- | ---------------------------------- | ---------------------------------- | ---------------------------------- | ---------------------------------- |
| 1      | Trần Duy Khang       | 21   | Hà Nam                | Can't feel my face (The Weeknd)                    | —                                  | —                                  | —                                  | —                                  |
| 2      | Đỗ Thành Nghiệp      | 21   | Kiên Giang            | Ta còn yêu nhau (Nguyễn Công Thành)                |                                    |                                    | —                                  | —                                  |
| 3      | Nguyễn Hoàng Hải Vy  | 21   | Thành phố Hồ Chí Minh | Havana (Camilla Cabello)                           | —                                  |                                    |                                    |                                    |
| 4      | Hà Đức Tâm           | 20   | Nghệ An               | Walk away (Thiều Bảo Trang)                        | —                                  | —                                  | —                                  |                                    |
| 5      | Lý Kim Dung          | ?    | ?                     | Mặt trời của em (Kai Đinh, JustaTee)               | —                                  | —                                  | —                                  | —                                  |
| 6      | Nguyễn Việt Trinh    | ?    | Thanh Hóa             | Let me feel your love tonight (Rhymastic)          | —                                  | —                                  | —                                  | —                                  |
| 7      | Bùi Đình Hoài Sa     | ?    | An Giang              | Summertime sadness (Lana Del Rey)                  |                                    | —                                  | —                                  | —                                  |
| 8      | Trần Thị Hòa         | ?    | Hà Tĩnh               | Ánh nắng của anh (Khắc Hưng)                       | —                                  |                                    | —                                  | —                                  |
| 9      | Trần Duy Anh         | 22   | Hà Nội                | Xin đừng lặng im (Dương Khắc Linh, Shin Hồng Vịnh) | —                                  | —                                  |                                    | —                                  |
| 10     | Phạm Thị Ánh Tuyết   | ?    | ?                     | All falls down (Noah Cyrus)                        | —                                  | —                                  | —                                  | —                                  |
| 11     | Nguyễn Thị Hà Thương | ?    | Nghệ An               | Ta chẳng còn ai (Đức Trí)                          |                                    |                                    |                                    |                                    |
| 12     | Trần Ngọc Ánh        | 23   | Vĩnh Phúc             | Nâng được thì buông được (Lưu Thiên Hương)         | CHẶN                               |                                    |                                    |                                    |

### Tập 2 (27/05/2018)
| Thứ tự | Thí sinh            | Tuổi | Quê quán              | Bài hát (Sáng tác)                                     | Lựa chọn của thí sinh và giám khảo | Lựa chọn của thí sinh và giám khảo | Lựa chọn của thí sinh và giám khảo | Lựa chọn của thí sinh và giám khảo |
| Thứ tự | Thí sinh            | Tuổi | Quê quán              | Bài hát (Sáng tác)                                     | Thu Phương                         | Lam Trường                         | Tóc Tiên                           | Noo Phước Thịnh                    |
| ------ | ------------------- | ---- | --------------------- | ------------------------------------------------------ | ---------------------------------- | ---------------------------------- | ---------------------------------- | ---------------------------------- |
| 1      | Đỗ Hoàng Dương      | 18   | Hà Nội                | Ghen (Khắc Hưng)                                       | —                                  | —                                  | —                                  |                                    |
| 2      | Đặng Thị Mỹ Hằng    | 24   | Đồng Tháp             | Cánh hoa tàn (Nguyễn Hoàng Anh, Cao Trung Hiếu)        |                                    |                                    |                                    |                                    |
| 3      | Đào Bình Nhi        | 24   | Hải Phòng             | Skyscraper (Toby Gad, Lindy Robbins, Kerli)            |                                    | —                                  |                                    | —                                  |
| 4      | Seo JongSeong       | ?    | Hàn Quốc              | Em gái mưa (Mr. Siro)                                  | —                                  | —                                  | —                                  | —                                  |
| 5      | Hoàng Xuân Quỳnh    | ?    | Phú Thọ               | Chạm khẽ tim anh một chút thôi (Tăng Nhật Tuệ)         | —                                  | —                                  | —                                  |                                    |
| 6      | Dương Quốc Anh      | ?    | Thành phố Hồ Chí Minh | Đừng xin lỗi nữa (Nhạc Ngoại, Lời Việt: Tăng Nhật Tuệ) |                                    |                                    |                                    | —                                  |
| 7      | Lưu Hiền Trinh      | ?    | Hải Phòng             | Walk away (Lưu Thiên Hương)                            |                                    |                                    |                                    |                                    |
| 8      | Lương Anh Vũ        | 22   | Lạng Sơn              | Đường một chiều (Trương Nguyễn Hoài Nam)               | —                                  | —                                  |                                    |                                    |
| 9      | Vũ Quang Thiện      | ?    | ?                     | Phút cuối (Lam Phương)                                 | —                                  | —                                  | —                                  | —                                  |
| 10     | Phạm Hương Giang    | ?    | ?                     | Xin anh đừng (Đỗ Hiếu)                                 | —                                  | —                                  | —                                  | —                                  |
| 11     | Đỗ Mỹ Linh          | ?    | ?                     | Sáng tối (Phạm Toàn Thắng)                             | —                                  | —                                  | —                                  | —                                  |
| 12     | Nguyễn Thị Thu Ngân | 20   | Nghệ An               | Come back home (Vũ Cát Tường)                          |                                    |                                    |                                    |                                    |

### Tập 3 (03/06/2018)
| Thứ tự | Thí sinh             | Tuổi | Quê quán   | Bài hát (Sáng tác)                    | Lựa chọn của thí sinh và giám khảo | Lựa chọn của thí sinh và giám khảo | Lựa chọn của thí sinh và giám khảo | Lựa chọn của thí sinh và giám khảo |
| Thứ tự | Thí sinh             | Tuổi | Quê quán   | Bài hát (Sáng tác)                    | Thu Phương                         | Lam Trường                         | Tóc Tiên                           | Noo Phước Thịnh                    |
| ------ | -------------------- | ---- | ---------- | ------------------------------------- | ---------------------------------- | ---------------------------------- | ---------------------------------- | ---------------------------------- |
| 1      | Sim Chanponloue      | ?    | Campuchia  | Hương à (Nguyễn Đình Khương)          |                                    | —                                  |                                    | —                                  |
| 2      | Nguyễn Vũ Đoan Trang | 23   | Thái Bình  | Black widow (Natalia Alianovna)       | —                                  |                                    |                                    | —                                  |
| 3      | Y Lux                | 23   | Kon Tum    | Buông (Nguyễn Duy Anh)                |                                    | —                                  |                                    | —                                  |
| 4      | Trần Thị Mỹ Lệ       | 23   | ?          | Đâu chỉ riêng em (Khắc Hưng)          | —                                  | —                                  | —                                  | —                                  |
| 5      | Vũ Đức Mạnh          | 24   | Quảng Ninh | Chờ cơn mưa (Vũ Minh Tâm)             | —                                  |                                    | —                                  | —                                  |
| 6      | Lê Chánh Tín         | ?    | Vĩnh Long  | Chuyện của mùa đông (Phạm Toàn Thắng) |                                    |                                    |                                    | CHẶN                               |
| 7      | Nguyễn Hương Giang   | 27   | Hà Nội     | Người lạ ơi (Châu Đăng Khoa)          | —                                  |                                    |                                    |                                    |
| 8      | Đặng Thị Thái Bình   | 18   | Đà Nẵng    | Chắc anh đang (Tiên Tiên, Trang)      |                                    |                                    |                                    |                                    |
| 9      | Đinh Như Quỳnh       | ?    | ?          | Million reasons (Lady Gaga)           | —                                  | —                                  | —                                  | —                                  |
| 10     | Trần Thanh Tùng      | ?    | ?          | Đi rồi sẽ đến (Tiên Cookie)           | —                                  | —                                  | —                                  | —                                  |
| 11     | Hồ Bảo Thái          | ?    | ?          | Thấy là yêu thương (Only C)           | —                                  | —                                  | —                                  | —                                  |
| 12     | Huỳnh Samuel An      | 24   | Thụy Sỹ    | La vie en rose (Édith Piaf)           |                                    |                                    |                                    |                                    |

### Tập 4 (10/06/2018)
| Thứ tự | Thí sinh              | Tuổi | Quê quán              | Bài hát (Sáng tác)                                                                            | Lựa chọn của thí sinh và giám khảo | Lựa chọn của thí sinh và giám khảo | Lựa chọn của thí sinh và giám khảo | Lựa chọn của thí sinh và giám khảo |
| Thứ tự | Thí sinh              | Tuổi | Quê quán              | Bài hát (Sáng tác)                                                                            | Thu Phương                         | Lam Trường                         | Tóc Tiên                           | Noo Phước Thịnh                    |
| ------ | --------------------- | ---- | --------------------- | --------------------------------------------------------------------------------------------- | ---------------------------------- | ---------------------------------- | ---------------------------------- | ---------------------------------- |
| 1      | Phan Hằng My          | 25   | Quảng Trị             | Tan bao giấc mơ (Nhạc Ngoại, Lời Việt: Nguyễn Ngọc Thiện)                                     |                                    | —                                  | —                                  | —                                  |
| 2      | Đỗ Thụy Hoàng Oanh    | ?    | ?                     | If I were a boy (BC Jean, Toby Gad)                                                           | —                                  | —                                  | —                                  | —                                  |
| 3      | Huỳnh Thanh Thảo      | ?    | ?                     | Hello (Lionel Richie)                                                                         |                                    |                                    |                                    |                                    |
| 4      | Triệu Thiên Bình      | 26   | Hà Nội                | Yếu đuối (Nguyễn Hoàng Dũng)                                                                  | —                                  |                                    | —                                  | —                                  |
| 5      | Trần Văn Điền Minh    | ?    | ?                     | Đừng lừa dối (Nhạc Ngoại, Lời Việt: Chu Minh Ký)                                              | —                                  | —                                  | —                                  | —                                  |
| 6      | Nguyễn Phạm Mạnh Hiển | 23   | Thành phố Hồ Chí Minh | Mắt buồn (Quốc Bảo, Trường Huy)                                                               | —                                  | —                                  | —                                  | —                                  |
| 7      | Trần Gia Nghi         | 18   | An Giang              | Never be the same (Camila Cabello, Noonie Bao, Sasha Yatchenko)                               |                                    |                                    |                                    |                                    |
| 8      | Vũ Phụng Tiên         | 19   | Khánh Hòa             | Fight song (Rachel Platten)                                                                   | —                                  |                                    |                                    | —                                  |
| 9      | Huỳnh Phương Duy      | ?    | Kiên Giang            | Versace on the floor (Bruno Mars, Philip Lawrence, Christopher Brody Brown, James Fauntleroy) | —                                  |                                    |                                    |                                    |
| 10     | Nguyễn Minh Tân       | ?    | Bạc Liêu              | Don't you go (Vũ Cát Tường)                                                                   | —                                  |                                    | —                                  | —                                  |
| 11     | Ngô Thị Huyền Trang   | 24   | Quảng Ngãi            | Sa mạc tình yêu (Nhạc Nhật, Lời Việt: Khúc Lan)                                               | —                                  | —                                  | —                                  | —                                  |
| 12     | Nguyễn Kiều Oanh      | 23   | Đồng Tháp             | Đừng yêu (Trang Pháp)                                                                         |                                    |                                    |                                    |                                    |

### Tập 5 (17/06/2018)
| Thứ tự | Thí sinh            | Tuổi | Quê quán              | Bài hát (Sáng tác)                                                           | Lựa chọn của thí sinh và giám khảo | Lựa chọn của thí sinh và giám khảo | Lựa chọn của thí sinh và giám khảo | Lựa chọn của thí sinh và giám khảo |
| Thứ tự | Thí sinh            | Tuổi | Quê quán              | Bài hát (Sáng tác)                                                           | Thu Phương                         | Lam Trường                         | Tóc Tiên                           | Noo Phước Thịnh                    |
| ------ | ------------------- | ---- | --------------------- | ---------------------------------------------------------------------------- | ---------------------------------- | ---------------------------------- | ---------------------------------- | ---------------------------------- |
| 1      | Nguyễn Duy Anh      | 20   | Hà Nội                | Quá khứ còn lại gì (Vũ Minh Tâm)                                             |                                    | —                                  | —                                  | —                                  |
| 2      | Nguyễn Minh Ngọc    | ?    | Hà Nội                | Never enough (Benj Pasek, Justin Paul)                                       |                                    | CHẶN                               |                                    |                                    |
| 3      | Đỗ Thị Phương Thảo  | 23   | Hải Phòng             | Too good at goodbye (Sam Smith, James Napier, Tor Hermansen, Mikkel Eriksen) |                                    |                                    |                                    |                                    |
| 4      | Tô Nguyễn Hoàng Lâm | 22   | Đồng Nai              | Let her go (Lưu Thiên Hương)                                                 | —                                  | —                                  | —                                  | —                                  |
| 5      | Lê Diễm Quỳnh       | 20   | Hà Nội                | Rời (Vũ Ngọc Bích)                                                           | —                                  | —                                  | —                                  | —                                  |
| 6      | Hoàng Mạnh          | 30   | Úc                    | Nụ hôn cuối (Hồ Hoài Anh)                                                    | —                                  |                                    | —                                  |                                    |
| 7      | Ngô Anh Kha         | 24   | Quảng Ngãi            | Ngồi hát đỡ buồn (Nguyễn Hải Phong)                                          | —                                  | —                                  | —                                  | —                                  |
| 8      | Hiền Anh            | 21   | Hà Nội                | Talk to me (Triple D)                                                        | —                                  | —                                  | —                                  | —                                  |
| 9      | Dư Khôi Nguyên      | 21   | Thành phố Hồ Chí Minh | Treat you better (Shawn Mendes, Teddy Geiger, Scott Harris)                  | —                                  | —                                  | —                                  |                                    |
| 10     | Hoàng Tùng Anh      | 21   | Thanh Hóa             | Chí Phèo (Bùi Công Nam)                                                      |                                    | —                                  |                                    | —                                  |
| 11     | Hoàng Kiều Trang    | 21   | Hà Nội                | Người đứng xem (Mew Amazing)                                                 |                                    |                                    | —                                  | —                                  |
| 12     | Vũ Tiến Việt        | 26   | Hải Phòng             | Ngại ngùng (Lưu Thiên Hương)                                                 |                                    | —                                  | —                                  | —                                  |

## Vòng Battle (Đối đầu)
Mỗi Huấn luyện viên sẽ chia 10 thí sinh trong đội của mình làm 5 cặp song ca, đồng thời chọn cho mỗi cặp song ca một bài hát. Hai thí sinh này sẽ được chính huấn luyện viên và người cộng tác (của huấn luyện viên đó) hướng dẫn để có phần trình diễn tốt nhất trên sân khấu.
Sau thời gian hướng dẫn, vòng đối đầu được ghi hình. Sân khấu sẽ được thiết kế giống như một võ đài và hai thí sinh bước ra cùng trình diễn bài hát đã được tập trước các huấn luyện viên. Sau cuộc thi đấu, các huấn luyện viên đưa ra lời nhận xét. Ba huấn luyện viên còn lại có thể đưa ra dự đoán thí sinh lọt vào vòng trong theo ý thích, nhưng quyền quyết định thí sinh nào ở lại và thí sinh nào ra về lại thuộc về huấn luyện viên chủ quản của hai thí sinh đó.
Sau khi huấn luyện viên chủ quản nhận xét xong thì sẽ quyết định một người lọt vào vòng Đo ván. Thí sinh còn lại chính thức không còn là người của đội huấn luyện viên chủ quản. Khi đó, ba huấn luyện viên còn lại chính thức bước vào cuộc cạnh tranh mới: cứu thí sinh. Nếu họ thích thí sinh bị loại này, họ có quyền nhấn vào nút "CỨU" trước mặt. Lúc này luật chơi lại giống vòng Giấu mặt. Nếu thí sinh chỉ có một huấn luyện viên cứu thì mặc nhiên thí sinh đó thuộc về huấn luyện viên này và lọt vào vòng Đo ván. Nếu thí sinh có nhiều huấn luyện viên muốn cứu thì quyền quyết định theo đội nào sẽ thuộc về thí sinh. Mỗi huấn luyện viên có 2 quyền cứu 2 thí sinh từ những đội khác qua đội mình cho vòng tiếp theo.
Ngoài ra, trong vòng đối đầu mùa 5 có 1 luật mới: HLV sẽ có 1 quyền không loại cả hai thí sinh trong một cặp đối đầu với điều kiện 2 thí sinh đó phải ghép thành 1 cặp song ca cho đến khi bị loại và phải được cả hai thí sinh đồng ý ghép cặp. Nếu 1 trong 2 thí sinh không đồng ý ghép cặp thì HLV vẫn phải loại 1 trong 2 như thường. Sau vòng Đối đầu, mỗi đội sẽ có 7 thí sinh (cặp thí sinh) đi tiếp vào vòng Đo ván.
Danh sách cố vấn của các đội:
| Thứ tự | Đội HLV         | Cố vấn           |
| ------ | --------------- | ---------------- |
| 1      | Thu Phương      | Dương Cầm        |
| 2      | Lam Trường      | Nguyễn Hải Phong |
| 3      | Tóc Tiên        | Trần Thu Hà      |
| 4      | Noo Phước Thịnh | Hồ Hoài Anh      |

     – Thắng đối đầu trực tiếp
     – Thua đối đầu trực tiếp và HLV không bấm nút "CỨU" (bị loại)
     – Thua đối đầu trực tiếp nhưng được cứu
     – Không loại trong trận đấu mà ghép cặp song ca
     – HLV bấm nút "CỨU" nhưng thí sinh không chọn về đội
     – HLV bấm nút "CỨU" và được thí sinh chọn về đội

### Tập 6 (24/06/2018)
| STT | Đội             | Bài hát đối đầu (Sáng tác) | Thí sinh 1       | Thí sinh 2           | CỨU        | CỨU        | CỨU             |
| --- | --------------- | --- | ---------------- | -------------------- | ---------- | ---------- | --------------- |
| 1   | Thu Phương      | Mê muội - Rơi (Bùi Lan Hương - Hồ Hoài Anh) | Bùi Đình Hoài Sa | Huỳnh Thanh Thảo     | LAM TRƯỜNG | TÓC TIÊN   | NOO PHƯỚC THỊNH |
| 2   | Noo Phước Thịnh | Lalala - I know you know Cơn mơ ngọt ngào - Can't stop the felling (Soobin Hoàng Sơn - Thiều Bảo Trâm Justin Timberlake - Max Martin, Shellback) | Hà Đức Tâm       | Đỗ Hoàng Dương       | THU PHƯƠNG | LAM TRƯỜNG | TÓC TIÊN        |
| 3   | Tóc Tiên        | Chạy (Phạm Toàn Thắng) | Lưu Hiền Trinh   | Nguyễn Vũ Đoan Trang | THU PHƯƠNG | LAM TRƯỜNG | NOO PHƯỚC THỊNH |
| 4   | Lam Trường      | Với em là mãi mãi (Hồ Hoài Anh) | Nguyễn Kiều Oanh | Vũ Đức Mạnh          | THU PHƯƠNG | TÓC TIÊN   | NOO PHƯỚC THỊNH |

### Tập 7 (01/07/2018)
| STT | Đội             | Bài hát đối đầu (Sáng tác)                                    | Thí sinh 1      | Thí sinh 2       | CỨU        | CỨU        | CỨU             |
| --- | --------------- | ------------------------------------------------------------- | --------------- | ---------------- | ---------- | ---------- | --------------- |
| 1   | Noo Phước Thịnh | Từ ngày em đến (DaLab)                                        | Huỳnh Samuel An | Dư Khôi Nguyên   | THU PHƯƠNG | LAM TRƯỜNG | TÓC TIÊN        |
| 2   | Lam Trường      | Mơ (Vũ Cát Tường)                                             | Trần Thị Hòa    | Hoàng Kiều Trang | THU PHƯƠNG | TÓC TIÊN   | NOO PHƯỚC THỊNH |
| 3   | Lam Trường      | Sau tất cả (Khắc Hưng)                                        | Dương Quốc Anh  | Nguyễn Minh Tân  | THU PHƯƠNG | TÓC TIÊN   | NOO PHƯỚC THỊNH |
| 4   | Tóc Tiên        | Em không là duy nhất (Lương Bằng Quang)                       | Hoàng Tùng Anh  | Lê Chánh Tín     | THU PHƯƠNG | LAM TRƯỜNG | NOO PHƯỚC THỊNH |
| 5   | Thu Phương      | Nghe này ai ơi - Nơi này có anh (Bùi Công Nam - Sơn Tùng MTP) | Phan Hằng My    | Sim Chanponloue  | LAM TRƯỜNG | TÓC TIÊN   | NOO PHƯỚC THỊNH |

### Tập 8 (08/07/2018)
| STT | Đội             | Bài hát đối đầu (Sáng tác)                             | Thí sinh 1          | Thí sinh 2           | Thí sinh 3    | CỨU        | CỨU        | CỨU             |
| --- | --------------- | ------------------------------------------------------ | ------------------- | -------------------- | ------------- | ---------- | ---------- | --------------- |
| 1   | Tóc Tiên        | Tình yêu tôi hát (Việt Anh)                            | Lương Anh Vũ        | Y Lux                | —             | THU PHƯƠNG | LAM TRƯỜNG | NOO PHƯỚC THỊNH |
| 2   | Lam Trường      | Tiền đâu mua được (Khắc Hưng)                          | Nguyễn Hương Giang  | Triệu Thiên Bình     | —             | THU PHƯƠNG | TÓC TIÊN   | NOO PHƯỚC THỊNH |
| 3   | Tóc Tiên        | Có em chờ - Con đường hạnh phúc (Kai Đinh - Tiến Minh) | Đặng Thị Thái Bình  | Vũ Phụng Tiên        | —             | THU PHƯƠNG | LAM TRƯỜNG | NOO PHƯỚC THỊNH |
| 4   | Thu Phương      | Anh - Tập làm mưa (Xuân Phương - Nguyễn Ngọc Tường Vy) | Nguyễn Thị Thu Ngân | Nguyễn Thị Hà Thương | —             | LAM TRƯỜNG | TÓC TIÊN   | NOO PHƯỚC THỊNH |
| 5   | Noo Phước Thịnh | Lâu đài cát (Khắc Hưng)                                | Đỗ Thị Phương Thảo  | Nguyễn Minh Ngọc     | Trần Gia Nghi | THU PHƯƠNG | LAM TRƯỜNG | TÓC TIÊN        |

### Tập 9 (15/07/2018)
| STT | Đội             | Bài hát đối đầu (Sáng tác)                                              | Thí sinh 1       | Thí sinh 2          | CỨU        | CỨU        | CỨU             |
| --- | --------------- | ----------------------------------------------------------------------- | ---------------- | ------------------- | ---------- | ---------- | --------------- |
| 1   | Tóc Tiên        | Anh tin mình đã cho nhau một kỷ niệm (Lương Bằng Quang, Anh Tiến)       | Trần Duy Anh     | Nguyễn Hoàng Hải Vy | THU PHƯƠNG | LAM TRƯỜNG | NOO PHƯỚC THỊNH |
| 2   | Noo Phước Thịnh | Em tôi (Thuận Yến)                                                      | Trần Ngọc Ánh    | Hoàng Xuân Quỳnh    | THU PHƯƠNG | LAM TRƯỜNG | TÓC TIÊN        |
| 3   | Thu Phương      | Sao anh vẫn chờ - Tình về nơi đâu (Lưu Thiên Hương - Thanh Bùi)         | Đào Bình Nhi     | Vũ Tiến Việt        | LAM TRƯỜNG | TÓC TIÊN   | NOO PHƯỚC THỊNH |
| 4   | Thu Phương      | Đừng ai nhắc về anh ấy - Em ngày xưa khác rồi (Mr. Siro - Vương Anh Tú) | Nguyễn Duy Anh   | Đặng Thị Mỹ Hằng    | LAM TRƯỜNG | TÓC TIÊN   | NOO PHƯỚC THỊNH |
| 5   | Lam Trường      | Có chàng trai viết lên cây - Ai cũng có tuổi thơ (Phan Mạnh Quỳnh)      | Huỳnh Phương Duy | Đỗ Thành Nghiệp     | THU PHƯƠNG | TÓC TIÊN   | NOO PHƯỚC THỊNH |

## Vòng Knock-out (Đo ván)
Vòng Đo ván của mùa thứ 5 có sự thay đổi hoàn toàn về luật chơi so với các mùa trước. Các thí sinh sẽ không còn đấu với nhau trong nội bộ đội mình mà sẽ đấu với các thí sinh của đội khác để giành lấy suất đi tiếp. Thí sinh của các đội khác nhau được bắt cặp thi Đo ván theo hình thức "bốc thăm may mắn" và một loại 1. Mỗi HLV có 3 lần được quyền đưa ra lời thách đấu và mỗi lần thách đấu với 1 HLV khác nhau. HLV đưa ra thách đấu được chọn học trò bước lên sân khấu Đo ván. Thí sinh lựa chọn đối thủ từ team nhận lời thách đấu bằng cách bốc thăm ngẫu nhiên. Kết quả sẽ được phân định bởi hội đồng chuyên môn gồm 21 nhạc sĩ, nhà sản xuất âm nhạc cộng với tỉ lệ phần trăm khán giả trường quay bình chọn để chọn ra thí sinh thắng cuộc của mỗi trận đấu. Sau vòng Đo ván, số lượng thí sinh vào vòng Liveshow của các đội sẽ khác nhau tùy thuộc vào số lần thắng hay thua của đội đó trong các trận đấu.
Từ vòng Đo ván đến đêm Bán kết, các thí sinh bị loại của các đội có cơ hội quay trở lại tranh tài trong đêm chung kết nếu như nhận được số bình chọn cao nhất "Chiếc vé may mắn" trên trang báo điện tử Saostar.vn. Chỉ có duy nhất 1 thí sinh có số bình chọn cao nhất trên Saostar.vn của cả bốn đội nhận được "Chiếc vé may mắn" để quay lại đêm chung kết cùng các thí sinh của các đội.
     – Thắng
     – Thua

### Tập 10 (22/07/2018)
| TT | Đội thách đấu - Đội bị thách đấu | Thí sinh đội 1 | Bài hát dự thi (Sáng tác)       | Kết quả        | Kết quả  | Kết quả | Thí sinh đội 2   | Bài hát dự thi (Sáng tác)                                          | Kết quả        | Kết quả  | Kết quả |
| TT | Đội thách đấu - Đội bị thách đấu | Thí sinh đội 1 | Bài hát dự thi (Sáng tác)       | Hội đồng       | Khán giả | Tổng    | Thí sinh đội 2   | Bài hát dự thi (Sáng tác)                                          | Hội đồng       | Khán giả | Tổng    |
| -- | -------------------------------- | -------------- | ------------------------------- | -------------- | -------- | ------- | ---------------- | ------------------------------------------------------------------ | -------------- | -------- | ------- |
| 1  | Lam Trường Thu Phương            | Dương Quốc Anh | Giờ anh đã yêu (Đoàn Thế Lân)   | 14/21 (58,33%) | 88,81%   | 147,14% | Vũ Tiến Việt     | Tái bút anh yêu em (Phạm Toàn Thắng)                               | 10/21 (41,67%) | 11,19%   | 52,86%  |
| 2  | Tóc Tiên Lam Trường              | Lê Chánh Tín   | Yêu xa (Vũ Cát Tường)           | 7/21 (70%)     | 56,34%   | 126,34% | Hoàng Xuân Quỳnh | Nấc thang lên thiên đường (Nhạc nước ngoài. Lời Việt: Chu Minh Ký) | 3/21 (30%)     | 43,66%   | 73,66%  |
| 3  | Thu Phương Noo Phước Thịnh       | Phan Hằng My   | Anh và anh (Vũ Cát Tường)       | 16/21 (45,71%) | 38,21%   | 83,92%  | Trần Gia Nghi    | Hôm nay tôi buồn (Phùng Khánh Linh)                                | 19/21 (54,29%) | 61,79%   | 116,08% |
| 4  | Noo Phước Thịnh Tóc Tiên         | Trần Ngọc Ánh  | Còn nơi đó chờ em (Tiên Cookie) | 17/21 (68%)    | 77,37%   | 145,37% | Sim Chanponloue  | Tắt đèn (Only C, Nguyễn Phúc Thiện)                                | 8/21 (32%)     | 22,63%   | 54,63%  |

### Tập 11 (29/07/2018)
| TT | Đội thách đấu - Đội bị thách đấu | Thí sinh đội 1       | Bài hát dự thi (Sáng tác)                              | Kết quả        | Kết quả  | Kết quả | Thí sinh đội 2     | Bài hát dự thi (Sáng tác)                  | Kết quả        | Kết quả  | Kết quả |
| TT | Đội thách đấu - Đội bị thách đấu | Thí sinh đội 1       | Bài hát dự thi (Sáng tác)                              | Hội đồng       | Khán giả | Tổng    | Thí sinh đội 2     | Bài hát dự thi (Sáng tác)                  | Hội đồng       | Khán giả | Tổng    |
| -- | -------------------------------- | -------------------- | ------------------------------------------------------ | -------------- | -------- | ------- | ------------------ | ------------------------------------------ | -------------- | -------- | ------- |
| 1  | Lam Trường Noo Phước Thịnh       | Nguyễn Vũ Đoan Trang | Ain't nobody (Loves me better) (David Wolinski))       | 15/21 (48,39%) | 79,2%    | 127,59% | Huỳnh Samuel An    | Cô gái M52 (HuyR, Tùng Viu)                | 16/21 (51,61%) | 20,8%    | 72,41%  |
| 2  | Tóc Tiên Thu Phương              | Nguyễn Hoàng Hải Vy  | Look what you made me do (Taylor Swift, Jack Antonoff) | 19/21 (51,35%) | 36,36%   | 87,71%  | Đặng Thị Mỹ Hằng   | Chờ người nơi ấy (Huy Tuấn)                | 18/21 (48,65%) | 63,64%   | 112,29% |
| 3  | Tóc Tiên Noo Phước Thịnh         | Đặng Thị Thái Bình   | Anh thế giới và em (Phan Mạnh Quỳnh)                   | 16/21 (51,61%) | 50,88%   | 102,49% | Vũ Phụng Tiên      | Đại lộ tan vỡ (Phạm Hải Âu)                | 15/21 (48,39%) | 49,12%   | 97,51%  |
| 4  | Thu Phương Lam Trường            | Huỳnh Thanh Thảo     | Ashes (Petey Martin, Jordan Smith, Tedd T)             | 18/21 (60%)    | 53,38%   | 113,38% | Nguyễn Hương Giang | Bang bang (Nhạc ngoại. Lời Việt: Phạm Duy) | 12/21 (40%)    | 46,32%   | 86,32%  |
| 5  | Noo Phước Thịnh Thu Phương       | Nguyễn Minh Ngọc     | My heart will go on (James Horner, Will Jennings)      | 20/21 (60,61%) | 54,14%   | 114,75% | Đỗ Thị Phương Thảo | Keep me in love (Đỗ Hiếu)                  | 13/21 (39,39%) | 45,86%   | 85,25%  |

### Tập 12 (05/08/2018)
| TT | Đội thách đấu - Đội bị thách đấu | Thí sinh đội 1            | Bài hát dự thi (Sáng tác)                     | Kết quả        | Kết quả  | Kết quả | Thí sinh đội 2                | Bài hát dự thi (Sáng tác)                     | Kết quả        | Kết quả  | Kết quả |
| TT | Đội thách đấu - Đội bị thách đấu | Thí sinh đội 1            | Bài hát dự thi (Sáng tác)                     | Hội đồng       | Khán giả | Tổng    | Thí sinh đội 2                | Bài hát dự thi (Sáng tác)                     | Hội đồng       | Khán giả | Tổng    |
| -- | -------------------------------- | ------------------------- | --------------------------------------------- | -------------- | -------- | ------- | ----------------------------- | --------------------------------------------- | -------------- | -------- | ------- |
| 1  | Lam Trường Tóc Tiên              | Vũ Đức Mạnh               | Mãi mãi (Nhạc Hàn Quốc Lời Việt: Chu Minh Ký) | 8/21 (28,57%)  | 46,56%   | 75,13%  | Lưu Hiền Trinh                | Buông (Nguyễn Duy Anh)                        | 20/21 (71,43%) | 53,44%   | 124,87% |
| 2  | Thu Phương Tóc Tiên              | Nguyễn Thị Thu Ngân       | Thanh âm (Hoàng Khánh Linh)                   | 14/21 (46,67%) | 79,89%   | 125,56% | Dư Khôi Nguyên                | Vẽ (Phạm Toàn Thắng)                          | 16/21 (53,33%) | 20,11%   | 73,44%  |
| 3  | Noo Phước Thịnh Lam Trường       | Hà Đức Tâm Đỗ Hoàng Dương | Bùa yêu (Tiên Cookie, Phạm Thanh Hà, DươngK)  | 15/21 (50%)    | 87,16%   | 137,16% | Trần Thị Hòa Hoàng Kiều Trang | Xe đạp (Nhạc ngoại. Lời Việt: Đinh Mạnh Ninh) | 15/21 (50%)    | 12,84%   | 62,84%  |
| 4  | Noo Phước Thịnh Lam Trường       | Nguyễn Kiều Oanh          | Cho nhau một nụ cười (Minh Châu)              | 14/21 (43,75%) | 49,47%   | 93,22%  | Huỳnh Phương Duy              | Để em rời xa (FBoiz)                          | 18/21 (56,25%) | 50,53%   | 106,78% |
| 5  | Tóc Tiên Thu Phương              | Lương Anh Vũ Y Lux        | Đường cong (Nguyễn Hải Phong)                 | 15/21 (44,12%) | 14,04%   | 58,16%  | Đỗ Thành Nghiệp               | Ngẫu hứng lý qua cầu (Trần Tiến)              | 19/21 (55,88%) | 85,96%   | 141,84% |

## Vòng Liveshow (Vòng Trình diễn)

### Tập 13 (12/08/2018)
Liveshow 1 của Giọng hát Việt 2018 là các phần thi của 4 đội Thu Phương, Lam Trường, Tóc Tiên và Noo Phước Thịnh. Kết quả các thí sinh đi tiếp hay dừng lại sẽ được công bố ngay sau khi các thí sinh đã trình diễn xong theo quy tắc:
- 10 thí sinh có số lượng bình chọn tin nhắn của khán giả trường quay cao hơn sẽ được vào thẳng vòng tiếp theo.
- 4 thí sinh không có lượng bình chọn tin nhắn của khán giả trường quay nằm trong top 10 sẽ bị loại.

| Đội             | Mã số | Tên thí sinh              | Bài hát dự thi                 | Tác giả                                 | Kết quả |
| --------------- | ----- | ------------------------- | ------------------------------ | --------------------------------------- | ------- |
| Thu Phương      | 28    | Nguyễn Thị Thu Ngân       | Chợt như giấc mơ               | Huy Trực                                | 4,64%   |
| Thu Phương      | 25    | Huỳnh Thanh Thảo          | Million years ago              | Nhạc nước ngoài Lời Việt: Hà Quang Minh | 4,32%   |
| Thu Phương      | 26    | Đặng Thị Mỹ Hằng          | Nhắm mắt thấy mùa hè           | Hồ Tiến Đạt, Chung Chí Công             | Loại    |
| Thu Phương      | 27    | Đỗ Thành Nghiệp           | Một thời để nhớ                | Nguyễn Văn Hiên                         | 4,3%    |
|                 |       |                           |                                |                                         |         |
| Lam Trường      | 02    | Huỳnh Phương Duy          | Giữ lấy làm gì                 | Grey D                                  | Loại    |
| Lam Trường      | 03    | Nguyễn Vũ Đoan Trang      | Come back home                 | Nhạc: Teddy Park Lời: Josefin           | Loại    |
| Lam Trường      | 01    | Dương Quốc Anh            | Túy âm                         | Xesi, Nhật Nguyễn, Masew                | 21,19%  |
|                 |       |                           |                                |                                         |         |
| Tóc Tiên        | 15    | Lưu Hiền Trinh            | Mượn                           | Lưu Thiên Hương                         | 16,44%  |
| Tóc Tiên        | 21    | Đặng Thị Thái Bình        | Cô gái ngày hôm qua            | Vũ Cát Tường                            | 7,6%    |
| Tóc Tiên        | 20    | Lê Chánh Tín              | Tháng tư là lời nói dối của em | Phạm Toàn Thắng                         | 14,4%   |
|                 |       |                           |                                |                                         |         |
| Noo Phước Thịnh | 11    | Hà Đức Tâm Đỗ Hoàng Dương | Em mới là người yêu anh        | Khắc Hưng                               | Loại    |
| Noo Phước Thịnh | 09    | Nguyễn Minh Ngọc          | Về với đông                    | Vũ Minh Tâm                             | 4,67%   |
| Noo Phước Thịnh | 14    | Trần Gia Nghi             | Cùng anh                       | Ngọc Dolly                              | 5,35%   |
| Noo Phước Thịnh | 08    | Trần Ngọc Ánh             | Nhân gian một cõi dại khờ      | Nhạc nước ngoài Lời Việt: Khánh Ly      | 6,91%   |

### Tập 14 (19/08/2018)
Liveshow 2 của Giọng hát Việt 2018 là các phần thi của 4 đội Thu Phương, Lam Trường, Tóc Tiên và Noo Phước Thịnh. Kết quả các thí sinh đi tiếp hay dừng lại sẽ được công bố ngay sau khi các thí sinh đã trình diễn xong theo quy tắc:
- 7 thí sinh có số lượng bình chọn tin nhắn của khán giả trường quay cao hơn sẽ được vào thẳng vòng tiếp theo.
- 3 thí sinh không có lượng bình chọn tin nhắn của khán giả trường quay nằm trong top 7 sẽ bị loại.

| Đội             | Mã số | Tên thí sinh        | Bài hát dự thi              | Tác giả                                                                 | Kết quả |
| --------------- | ----- | ------------------- | --------------------------- | ----------------------------------------------------------------------- | ------- |
| Thu Phương      | 27    | Đỗ Thành Nghiệp     | Hãy vui mẹ nhé              | Nhạc nước ngoài Lời Việt: Hà Quang Minh                                 | Loại    |
| Thu Phương      | 25    | Huỳnh Thanh Thảo    | Con cò                      | Lưu Hà An                                                               | Loại    |
| Thu Phương      | 28    | Nguyễn Thị Thu Ngân | Gái Nghệ                    | Phạm Phương Thảo                                                        | 10,68%  |
|                 |       |                     |                             |                                                                         |         |
| Lam Trường      | 01    | Dương Quốc Anh      | Người ta có thương mình đâu | HIT Team                                                                | 9,74%   |
|                 |       |                     |                             |                                                                         |         |
| Tóc Tiên        | 21    | Đặng Thị Thái Bình  | Tìm                         | Khắc Hưng, Hoàng Tôn                                                    | 11,03%  |
| Tóc Tiên        | 20    | Lê Chánh Tín        | Sway - Quando quando quando | Nhạc: Pablo Bel Tran Ruiz - Tony Renis Lời: Norman Gimbel - Ervin Orake | Loại    |
| Tóc Tiên        | 15    | Lưu Hiền Trinh      | Son                         | Đức Nghĩa                                                               | 10,19%  |
|                 |       |                     |                             |                                                                         |         |
| Noo Phước Thịnh | 08    | Trần Ngọc Ánh       | Bồ công anh trong gió       | Nhạc: Hồ Hoài Anh. Lời: Yuu Lee                                         | 15,21%  |
| Noo Phước Thịnh | 14    | Trần Gia Nghi       | Chiếc lá vô tình            | Bảo Chấn                                                                | 20,52%  |
| Noo Phước Thịnh | 09    | Nguyễn Minh Ngọc    | Cô ấy là ai                 | Mỹ Tâm                                                                  | 10,95%  |

### Tập 15 (26/08/2018)
Liveshow 3 của Giọng hát Việt 2018 là các phần thi của 4 đội Thu Phương, Lam Trường, Tóc Tiên và Noo Phước Thịnh. Đây là đêm thi bán kết để chọn ra 4 thí sinh của các đội đi vào đêm chung kết. Kết quả các thí sinh đi tiếp hay dừng lại sẽ được công bố ngay sau khi các thí sinh đã trình diễn xong theo quy tắc:
- 4 thí sinh có số lượng bình chọn tin nhắn của khán giả trường quay cao hơn sẽ được vào thẳng đêm chung kết.
- 3 thí sinh không có lượng bình chọn tin nhắn của khán giả trường quay nằm trong top 4 sẽ bị loại.

| Đội             | Mã số | Tên thí sinh        | Bài hát dự thi                   | Tác giả                        | Kết quả |
| --------------- | ----- | ------------------- | -------------------------------- | ------------------------------ | ------- |
| Thu Phương      | 28    | Nguyễn Thị Thu Ngân | Người kể chuyện giấc mơ          | Thịnh Nguyễn                   | 4,05%   |
|                 |       |                     |                                  |                                |         |
| Lam Trường      | 01    | Dương Quốc Anh      | Em là bà nội của anh - They said | Tăng Nhật Tuệ - Binz, Touliver | 11,75%  |
|                 |       |                     |                                  |                                |         |
| Tóc Tiên        | 15    | Lưu Hiền Trinh      | Bàn tay                          | Lưu Thiên Hương                | 6,46%   |
| Tóc Tiên        | 21    | Đặng Thị Thái Bình  | Xa anh                           | Trương Nguyễn Hoài Nam         | 26,84%  |
|                 |       |                     |                                  |                                |         |
| Noo Phước Thịnh | 08    | Trần Ngọc Ánh       | Cả một trời thương nhớ           | Nguyễn Minh Cường              | 11,37%  |
| Noo Phước Thịnh | 09    | Nguyễn Minh Ngọc    | Bóng mây qua thềm                | Võ Thiện Thanh                 | 21,29%  |
| Noo Phước Thịnh | 14    | Trần Gia Nghi       | Thăng hoa                        | Domink Nghĩa Đỗ, Hoàng Quân    | 18,24%  |

### Tập 16 (02/09/2018)
Liveshow 4 của Giọng hát Việt 2018 là đêm chung kết được phát sóng trực tiếp và công bố kết quả quán quân của chương trình với những tiết mục khách mời đặc sắc. Quán quân của chương trình được xác định hoàn toàn dựa vào lượng tin nhắn của khán giả từ đêm bán kết đến đêm chung kết qua tổng đài 1050 và trang báo điện tử Saostar.vn. Ngoài Top 4 thí sinh có số lượng tin nhắn bình chọn cao nhất đêm bán kết, thí sinh Trần Ngọc Ánh (đội Noo Phước Thịnh) là thí sinh có số bình chọn "Chiếc vé may mắn" cao nhất trên trang điện tử Saostar sẽ chính thức trở lại và là thí sinh thứ 5 tham gia đêm chung kết để tranh danh hiệu quán quân Giọng hát Việt mùa thứ 5. 
| Đội             | Mã số | Tên thí sinh       | Bài hát dự thi      | Bài hát dự thi                                | Bài hát dự thi                                       | Bài hát dự thi       | Kết quả |
| Đội             | Mã số | Tên thí sinh       | Đơn ca              | Tác giả                                       | Song ca với HLV                                      | Tác giả              | Kết quả |
| --------------- | ----- | ------------------ | ------------------- | --------------------------------------------- | ---------------------------------------------------- | -------------------- | ------- |
| Lam Trường      | 01    | Dương Quốc Anh     | Mẹ yêu              | Phương Uyên                                   | Mưa phi trường                                       | Việt Anh             | 8,25%   |
|                 |       |                    |                     |                                               |                                                      |                      |         |
| Tóc Tiên        | 21    | Đặng Thị Thái Bình | Nàng Việt           | Lưu Thiên Hương                               | Có ai thương em như anh                              | Bùi Công Nam         | 20,06%  |
|                 |       |                    |                     |                                               |                                                      |                      |         |
| Noo Phước Thịnh | 08    | Trần Ngọc Ánh      | Độc ẩm - Xinh       | Khắc Hưng - Nathan Lee, Dada                  | You're my heart, you're my soul - Sunny - Daddy cool | Modern Taking - ABBA | 34.44%  |
| Noo Phước Thịnh | 14    | Trần Gia Nghi      | Bên em là biển rộng | Bảo Chấn                                      | You're my heart, you're my soul - Sunny - Daddy cool | Modern Taking - ABBA | 19,09%  |
| Noo Phước Thịnh | 09    | Nguyễn Minh Ngọc   | Cảm ơn đời          | Nhạc: Hồ Hoài Anh Lời: Trương Nguyễn Hoài Nam | You're my heart, you're my soul - Sunny - Daddy cool | Modern Taking - ABBA | 18,18%  |

Tiết mục biểu diễn của khách mời
| Thứ tự | Khách mời                                         | Bài hát              | Sáng tác        | Ghi chú     |
| ------ | ------------------------------------------------- | -------------------- | --------------- | ----------- |
| 1      | Lam Trường, Noo Phước Thịnh, Thu Phương, Tóc Tiên | Niềm tin chiến thắng | Lê Quang        | Mở màn      |
| 2      | Ali Hoàng Dương                                   | Chậm một phút        | Lưu Thiên Hương | Chờ kết quả |

## Bảng loại trừ
Đội
| - Thu Phương - Lam Trường | - Tóc Tiên - Noo Phước Thịnh |

Kết quả chi tiết
| - Quán quân - Á quân 1 - Á quân 2 - Á quân 3 - Top 5 | - Được cứu bởi "Chiếc vé may mắn" - Thí sinh an toàn do được khán giả chọn - Thí sinh bị loại |

### Kết quả Liveshow hàng tuần
| Thí sinh                    | Tuần 1 | Tuần 2        | Bán kết       | Chung kết      |
| --------------------------- | ------ | ------------- | ------------- | -------------- |
| Trần Ngọc Ánh               | 6,91%  | 15,21%        | 11,37%        | 34,44%         |
| Đặng Thị Thái Bình          | 7,6%   | 11,03%        | 26,84%        | 20,06%         |
| Trần Gia Nghi               | 5,35%  | 20,52%        | 18,24%        | 19,09%         |
| Nguyễn Minh Ngọc            | 4,67%  | 10,95%        | 21,29%        | 18,18%         |
| Dương Quốc Anh              | 21,19% | 9,74%         | 11,75%        | 8,25%          |
| Lưu Hiền Trinh              | 16,44% | 10,19%        | 6,46%         | Loại (Bán kết) |
| Nguyễn Thị Thu Ngân         | 4,64%  | 10,68%        | 4,05%         | Loại (Bán kết) |
| Đỗ Thành Nghiệp             | 4,3%   | Loại          | Loại (Tuần 2) | Loại (Tuần 2)  |
| Huỳnh Thanh Thảo            | 4,32%  | Loại          | Loại (Tuần 2) | Loại (Tuần 2)  |
| Lê Chánh Tín                | 14,4%  | Loại          | Loại (Tuần 2) | Loại (Tuần 2)  |
| Đặng Thị Mỹ Hằng            | Loại   | Loại (Tuần 1) | Loại (Tuần 1) | Loại (Tuần 1)  |
| Huỳnh Phương Duy            | Loại   | Loại (Tuần 1) | Loại (Tuần 1) | Loại (Tuần 1)  |
| Nguyễn Vũ Đoan Trang        | Loại   | Loại (Tuần 1) | Loại (Tuần 1) | Loại (Tuần 1)  |
| Hà Đức Tâm & Đỗ Hoàng Dương | Loại   | Loại (Tuần 1) | Loại (Tuần 1) | Loại (Tuần 1)  |

Đội
| - Thu Phương - Lam Trường | - Tóc Tiên - Noo Phước Thịnh |

### Kết quả chi tiết của từng đội
| - Quán quân - Á quân 1 - A quân 2 - Á quân 3 | - Chứng nhận top 5 chung cuộc - Thí sinh bị loại - Thí sinh được cứu bởi "Chiếc vé may mắn" (dựa trên hệ thống trên trang Saostar) |

| Thí sinh                    | Tuần 1  | Tuần 2  | Tuần 3 | Chung kết |
| --------------------------- | ------- | ------- | ------ | --------- |
| Nguyễn Thị Thu Ngân         | 4,64%   | 10,68%  | 4,05%  | BANH TEAM |
| Đỗ Thành Nghiệp             | 4,3%    | Loại bỏ |        | BANH TEAM |
| Huỳnh Thanh Thảo            | 4,32%   | Loại bỏ |        | BANH TEAM |
| Đặng Thị Mỹ Hằng            | Loại bỏ |         |        | BANH TEAM |
|                             |         |         |        |           |
| Dương Quốc Anh              | 21,19%  | 9,74%   | 11,75% | 8,25%     |
| Huỳnh Phương Duy            | Loại bỏ |         |        |           |
| Nguyễn Vũ Đoan Trang        | Loại bỏ |         |        |           |
|                             |         |         |        |           |
| Đặng Thị Thái Bình          | 7,6%    | 11,03%  | 26,84% | 20,06%    |
| Lưu Hiền Trinh              | 16,44%  | 10,19%  | 6,46%  |           |
| Lê Chánh Tín                | 14,4%   | Loại bỏ |        |           |
|                             |         |         |        |           |
| Nguyễn Minh Ngọc            | 4,67%   | 10,95%  | 21,29% | 18,18%    |
| Trần Gia Nghi               | 5,35%   | 20,52%  | 18,24% | 19,09%    |
| Trần Ngọc Ánh               | 6,91%   | 15,21%  | 11,37% | 34,44%    |
| Hà Đức Tâm & Đỗ Hoàng Dương | Loại bỏ |         |        |           |

## Tiền sử tham gia các cuộc thi khác của thí sinh

### Nhạc hội song ca
- Đỗ Thành Nghiệp (đội ca sĩ Phan Đình Tùng, mùa 1, 2017)

### Thần tượng âm nhạc Việt Nam
- Trần Thị Hòa (Top 20, mùa 6, 2015)
- Y Lux (Top 10, mùa 7, năm 2016)

### The Voice Kids
- Đỗ Hoàng Dương (Top 15, đội Hồ Hoài Anh mùa 1, 2013)

### Học viện ngôi sao
- Đỗ Hoàng Dương (mùa 2, 2015)

### Nhân tố bí ẩn
- Nguyễn Minh Ngọc (Top 4, đội Hồ Ngọc Hà, mùa 1, 2014)
- Dương Quốc Anh (mùa 2, 2016)
- Lưu Hiền Trinh (nhóm S-girls, Á quân, mùa 2, 2016)
- Huỳnh Thanh Thảo (nhóm Dolphin, top 7, mùa 2, 2016)

### Giọng ca bất bại
- Trần Thị Mỹ Lệ (mùa 1, 2018)

### Giọng hát hay trung tâm Thúy Nga (Vstar)
- Lê Chánh Tín (2012)

### Giọng hát Việt
- Hoàng Mạnh (Top 14, đội Đàm Vĩnh Hưng, mùa 1, 2012)
- Nguyễn Hương Giang (Top 7, đội Hồ Ngọc Hà, mùa 1, 2012)

### Tôi là ngôi sao (Be a star)
- Huỳnh Phương Duy (Top 6, mùa 1, 2017)
- Nguyễn Kiều Oanh (Top 3, mùa 1, 2017)

### Tìm kiếm chân dung tuổi teen Việt Nam (Hot Vteen)
- Lương Anh Vũ (Top 10, 2014)

### Ban nhạc quyền năng
- Lê Chánh Tín (Top 10, 2019)